# Albuzzano
Albuzzano (lombardul Albüssan) település Olaszországban, Lombardia régióban, Pavia megyében. Lakosainak száma 3582 fő (2023. január 1.). Albuzzano Cura Carpignano, Filighera, Linarolo, Valle Salimbene, Belgioioso és Vistarino községekkel határos.

## Népesség
A település népességének változása:
| Lakosok száma | 3518 | 3566 | 3582 |
|               | 2017 | 2018 | 2023 |